# 大板水库
大板水库是中国安徽省池州市东至县境内的一座水库，位于长江支流龙泉河上，建于1976年。水库正常库容为1040万立方米，集雨面积为45平方千米，海拔为63.6米。